# Ruch (przedsiębiorstwo)

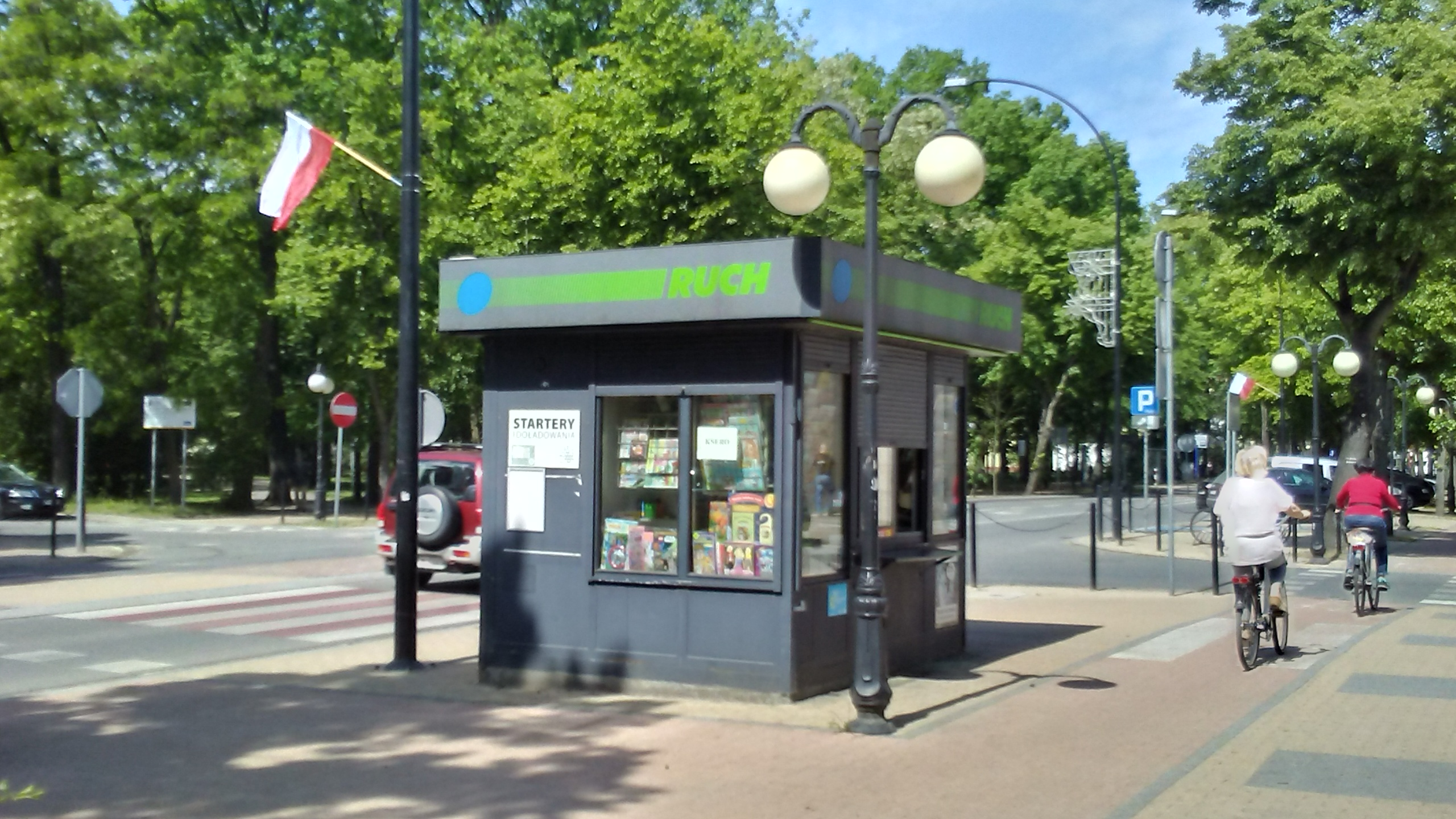
Kiosk Ruchu w Tomaszowie Mazowieckim

„Ruch” Spółka Akcyjna – polskie przedsiębiorstwo handlu detalicznego założone w 1918 r. w Warszawie; zajmuje się głównie dystrybucją prasy, produktów szybkozbywalnych, prenumeratą, usługami kurierskimi i logistyką kontraktową.

## Historia

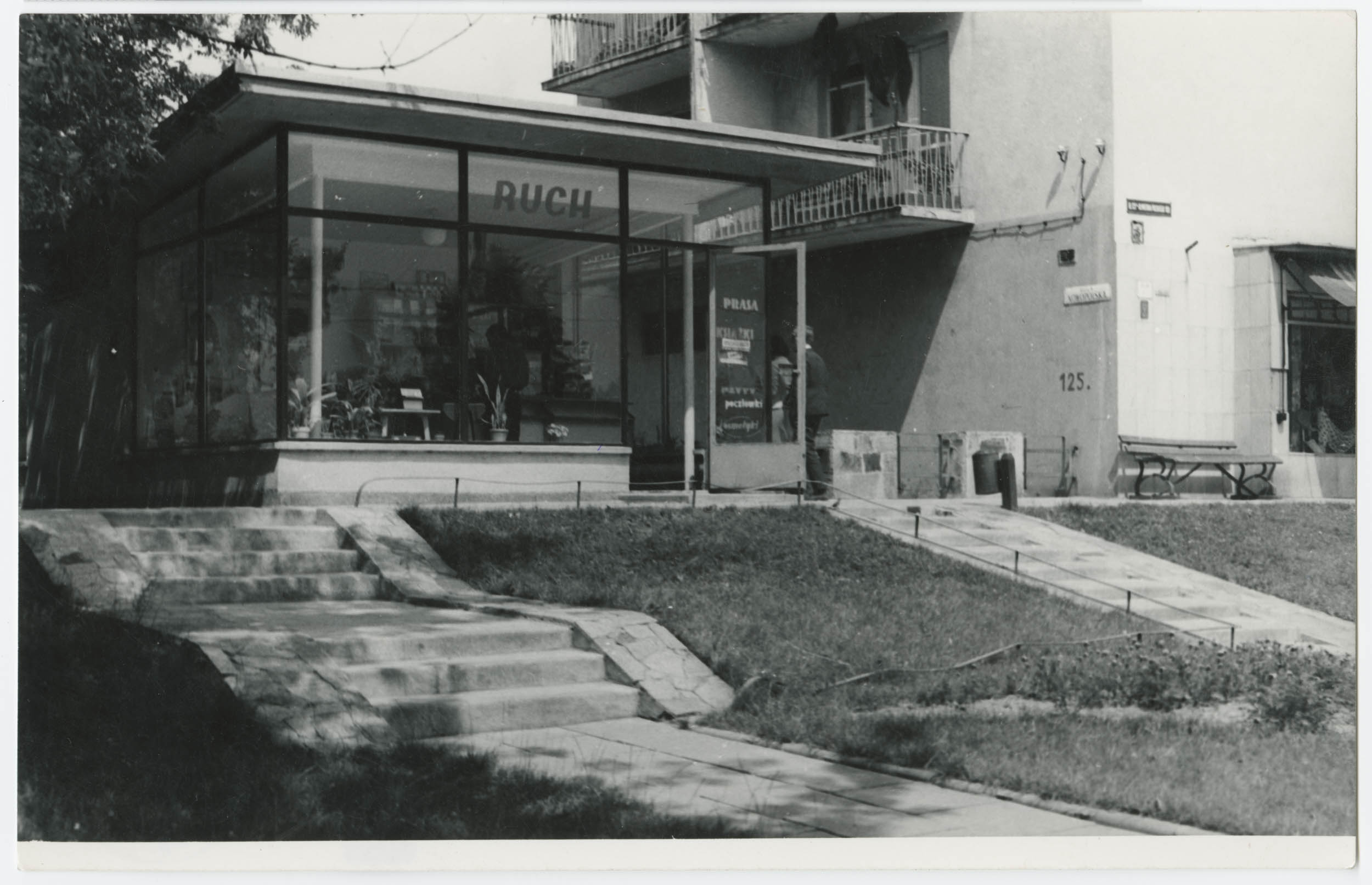
Kiosk Ruchu na łódzkim osiedlu Doły, lata 60. XX wieku

Początki RUCH-u sięgają 1918 r., kiedy Jan Stanisław Gebethner i Jakub Mortkowicz podpisali – 17 grudnia 1918 r. akt notarialny powołujący do życia Polskie Towarzystwo Księgarni Kolejowych RUCH Sp. z o.o. Ich spółka opierała się na nowoczesnym wówczas formacie „trafik” – kiosków dworcowych, oferujących prasę, tytoń i inne drobne artykuły. Towarzystwo stawiało sobie za cel misję rozpowszechniania czytelnictwa w odradzającym się po wojnie społeczeństwie. Na tamte czasy było to nowatorskie i pionierskie przedsięwzięcie, które dało początek jednemu z największych przedsiębiorstw w Polsce. Pierwszy kiosk został otwarty w styczniu 1919 na peronie Dworca Głównego (Wiedeńskiego) w Warszawie. W niespełna pół roku funkcjonowało już ponad 60 kiosków i księgarń. RUCH szybko się rozwijał. Przejął konkurencyjną firmę „Czytajcie” i przekształcił się w spółkę akcyjną. W 1935 r. RUCH stał się jedynym kolporterem ogólnopolskim, posiadał 700 punktów sprzedaży: kioski, stoiska oraz sklepy.
Zarządzeniem Prezesa Rady Ministrów oraz Ministra Poczt i Telegrafów z 17 listopada 1949 utworzono przedsiębiorstwo państwowe pod nazwą Państwowe Przedsiębiorstwo Kolportażu „Ruch”, włączone w strukturę resortu Poczty i Telegrafów, w 1955 r. w Centralny Zarząd, a nieco później w Zjednoczenie Przedsiębiorstw Upowszechniania Prasy i Książki, które w 1973 r. weszło w skład Robotniczej Spółdzielni Wydawniczej „Prasa-Książka-Ruch” (RSW). W okresie PRL przedsiębiorstwo było monopolistą w kolportażu prasy. Kolportowało też książki, zajmowało się działalnością poligraficzną i handlem detalicznym.
1 kwietnia 1990 roku decyzją Sejmu rozwiązano spółdzielnię, a 1 maja 1991 powstało Przedsiębiorstwo Kolportażowo-Handlowe „RUCH”. 15 kwietnia 1992 przekształcono je w jednoosobową spółkę Skarbu Państwa pod nazwą „RUCH” S.A. Według statutu przedmiotem działalności RUCH SA był kolportaż prasy krajowej i zagranicznej oraz książek i wydawnictw, handel wewnętrzny i zagraniczny, prowadzenie Klubów Międzynarodowej Prasy i Książki i świadczenie usług w ww. zakresach.
Według stanu na 31 grudnia 1998 r. przedsiębiorstwo posiadało 198 hurtowni i 31 313 punktów sprzedaży detalicznej, w tym 15 227 punktów w ramach sieci własnej.
W latach 1995–1999 Spółka zmniejszała zatrudnienie ogółem z 14 586 do 9147 osób (odpowiednio z 14 035 do 8865 etatów). Zmniejszano zatrudnienie we wszystkich grupach, z wyjątkiem kierowniczej. Największa redukcja dotyczyła sprzedawców, których liczba zmalała z 4878 do 505 osób (odpowiednio z 4583 do 495 etatów).
Pierwsza próba prywatyzacji RUCH SA w 1996 r. nie doszła do skutku, bowiem Minister SP nie zaakceptował warunków sprzedaży akcji spółki, wynegocjowanych przez Sekretarza Stanu w MSP. Decyzja Ministra SP wywołała procesy sądowe. Z pozwem przeciwko Skarbowi Państwa wystąpił bowiem niedoszły nabywca akcji RUCH SA, tj. Konsorcjum HDS-WP Sp. z o.o. i SPC SA. Skutkiem procesów, toczonych we wszystkich instancjach, Skarb Państwa nie mógł dysponować akcjami Spółki, obowiązywało bowiem postanowienie sądu zakazujące zbywania tych akcji. W grudniu 2006 r. RUCH z dużym sukcesem zadebiutował na warszawskiej Giełdzie Papierów Wartościowych. Na otwarciu sesji akcje RUCHu kosztowały 16 proc. powyżej ceny emisyjnej. Wejście na GPW umożliwiło Spółce pozyskanie środków na modernizację i dalszy rozwój własnej sieci detalicznej oraz informatyzację sieci.
W lipcu 2009 r. do Ministerstwa Skarbu Państwa należało 56,86 proc. akcji. Przewidywano sprzedaż pakietu obejmującego 55,07 proc. akcji, pozostałe 1,79 proc. zostało zarezerwowane dla spadkobierców pracowników uprawnionych do nieodpłatnego nabycia papierów. W sierpniu 2010 r. Ministerstwo Skarbu Państwa sprzedało swój cały pakiet akcji funduszowi Eton Park Capital Management. We wrześniu 2010 roku w wyniku przymusowego wykupu przeprowadzonego przez Lurena Investments B.V., 100% akcji znalazło się w posiadaniu tego przedsiębiorstwa. Spowodowało to zniesienie dematerializacji akcji, a także ich wykluczenie z obrotu giełdowego z dniem 17 stycznia 2011 roku. W związku z decyzją o zamknięciu funduszu i globalnej wyprzedaży aktywów, od lipca 2017 roku pośrednio głównym udziałowcem RUCH S.A. został Igor Chalupec.
W sierpniu 2018 r. do sądu wpłynęły wnioski wierzycieli spółki (jeden o sanację, drugi o upadłość). Sąd połączył wnioski, wyznaczył tymczasowego nadzorcę i przychylił się do wcześniejszego wniosku spółki o przyśpieszone postępowanie układowe. Część dużych wierzycieli wypowiedziała spółce umowy długoterminowe, jednak po kilku tygodniach nastąpiło wznowienie współpracy. W wyniku porozumienia z jednym z wierzycieli Igor Chalupec ustąpił z funkcji prezesa spółki i zgodził się na nominowanie do rady nadzorczej członków związanych z wierzycielami, którzy uzyskali w radzie większość. 28 grudnia Alior Bank złożył wniosek do Urzędu Ochrony Konkurencji i Konsumentów o zgodę na przejęcie kontroli nad Ruch SA, by sprzedać go następnie docelowemu inwestorowi.
W grudniu 2018 r. w związku z zaległościami wobec wydawców prasowych niektórzy z nich wycofali lub ograniczyli dostępność swoich tytułów w punktach Ruchu. 15 kwietnia 2019 w głosowaniu wierzyciele Ruchu zgodzili się na plan zakładający, że Alior Bank na podstawie porozumienia z PKN Orlen i PZU najpierw przejmie 100 proc. akcji Ruchu, a potem sprzeda je Orlenowi. W chwili podjęcia tej decyzji przedsiębiorstwo liczyło ok. 167 mln zł długu i według danych Izby Wydawców Prasy obsługiwało w Polsce nieco ponad 20% dystrybucji prasy.
Firma Garmond Press skierowała do Komisji Europejskiej skargę, w której zarzuca kontrolowanym przez państwo spółkom PKN Orlen, Alior Bank i PZU, że udzieliły pomocy publicznej przeżywającemu ogromne problemy Ruchowi. Orlen i Ruch uważają te zarzuty za bezpodstawne. 22 czerwca 2019 warszawski sąd odmówił zatwierdzenia porozumień układowych Ruchu z wierzycielami. We wrześniu tego samego roku Sąd Okręgowy w Warszawie postanowił zmienić zaskarżone postanowienie i zatwierdzić układ przedsiębiorstwa z dwoma spółkami wierzycielskimi, których kierownictwa zgodziły się na umorzenie połowy zadłużenia.
Specjaliści wśród przyczyn kryzysu przedsiębiorstwa wymieniają m.in.: złe zarządzanie po dokonaniu prywatyzacji (w tym bardzo duże koszty restrukturyzacji i promocji), utratę monopolu na rynku, spadek czytelnictwa prasy drukowanej, wzrost cen tytułów prasowych, rozwój internetu oraz dostęp za jego pośrednictwem do prenumerat gazet i czasopism lub wybranych artykułów w formie elektronicznej.
2 czerwca 2020 prezes Urzędu Ochrony Konkurencji i Konsumentów wydał zgodę na przejęcie Ruchu przez PKN Orlen. Alior Bank za symboliczną złotówkę wykupił akcje spółki od firmy Lurena Investments należącej do Igora Chalupca. PKN Orlen w listopadzie 2020 stał się akcjonariuszem większościowym Ruchu, z pakietem 65 proc., a pozostałymi akcjonariuszami są PZU, PZU Życie i Alior Bank. W lutym 2021 Orlen zaprezentował nowy format sprzedaży detalicznej wspólny dla Orlenu i Ruchu pod marką „ORLEN w ruchu”. W czerwcu 2021 ruszył w Warszawie pierwszy sklep nowej sieci Orlen w ruchu, która konkurować ma m.in. ze sklepami Żabka, Abc czy Carrefour Express. W sumie w ciągu pięciu lat ma powstać 900 takich placówek, sprzedających produkty spożywcze oraz prasę.
Od lutego 2023 stanowisko prezesa zajmowała Joanna Bryx-Ogrodnik.
W 2023 roku spółka wstrzymała przyjmowanie zamówień na prenumeratę gazet na 2024 rok, rozpoczynając proces wygaszania tej usługi. Powodem był rozwój digitalizacji i wzrost znaczenia prasy cyfrowej, i wywołany tym spadek popytu na prenumeratę tradycyjną. Z końcem kwietnia 2024 roku Ruch zrezygnował z dostarczania prasy do punktów sprzedaży, uzasadniając decyzję czynnikami ekonomicznymi.
We wrześniu 2024 prezesem spółki został Piotr Krężel. W listopadzie Orlen poinformował o likwidacji wszystkich kiosków Ruchu, znajdujących się na terenie Polski z końcem tegoż roku. Ostatni kiosk, znajdujący się przy ul. Annopol w Warszawie, został zamknięty 19 grudnia 2024 roku.

### Asortyment
W kioskach Ruchu można było nabyć przede wszystkim prasę oraz artykuły przemysłowe (w tym środki czystości, maszynki do golenia, papierosy, akcesoria biurowe, niewielkie zabawki, doładowania do telefonów komórkowych). Pojawiają się tanie książki, wprowadzono do sprzedaży także napoje (zimne i niekiedy ciepłe) oraz słodycze.